# 城戸三郎
城戸 三郎（きど さぶろう、英語: Saburo Kido、1902年10月8日 - 1977年4月1日）は、アメリカ合衆国のロビイスト・カリフォルニア州弁護士・新聞編集者。日系アメリカ人市民同盟 (JACL) の創設メンバーの一人でもある。
太平洋戦争下では、実質的な非公式の駐米日本大使代行たるJACL会長を務め、強制収容をはじめとする、日系人を取り巻く様々な難局を乗り切った。戦後は、外国人土地法や学校隔離、漁業権をはじめとする、日系人を含めた非白人やアメリカ市民権を持たない住民の公民権に関わる、様々な訴訟に携わった。

## 生涯

### 前半生
1902年に当時のハワイ準州ヒロで、父・三之助と母・はるの間に、三男として生まれる。
19歳でカリフォルニア州へ渡り、1926年にカリフォルニア大学ヘイスティングス・ロー・スクールを修了。その後は、サンフランシスコに居を構え、法律実務を開始した。1928年には、原田みねと結婚した。
父はヒロ酒造株式会社で、醸造と経理の仕事を担当していたが、禁酒法の煽りを受けて失業。三郎が本土へ渡った直後に、夫婦で日本へ帰国し、親子は今生の別れをする事となった。
多くの年長2世リーダー達と同様に、共和党員だった城戸は、日英両語に堪能だった事もあって、「2世は“日米の架け橋”としての役割を担うべき」という思想を提唱し続けた。
1929年には、JACLの創設メンバーとなると同時に、同団体の機関紙である『パシフィック・シチズン』(P.C.) の前身である『日系市民』の創刊にも携わる事となった。同年10月15日に発刊された創刊号の序文には、
| 同紙は、現在1世と2世の間に横たわっているギャップを埋め、世代間の連携を促す事を目的としている。 それは、アメリカ市民としての義務や様々な問題に関する、我々日系人による主張を、アメリカ社会へ発信する事にも繋がる。 それは、真にアメリカのあるべき姿を提示し、未来を担う世代である我々が、誇り高きアメリカ市民となる為の道筋を示す事にも繋がる。 |

と記した。
その後も城戸は、同紙で「タイムリー・トピックス」と題したコラムの執筆を続けた。また、1930年代には『新世界新聞』でも、同名の1面コラムの執筆を開始した。
日米開戦が不可避となった1941年に、JACLの会長に就任した。それに伴い、当時山間地区評議会議長だった正岡マイク優を、その自己主張の強い性格と、民主党のエルバート・D・トーマス上院議員といった、白人の有力者と太いパイプを有している事を評価し、団体では初となる有給書記長に選出した。また、連邦捜査局 (FBI) や海軍情報局 (ONI) のほか、国務省特任官であるカーティス・B・マンソンとも緊密な連携を図った。

### 戦時中
1941年12月7日に真珠湾攻撃が起きた直後に、城戸はJACL会長としてフランクリン・ルーズベルト大統領に対して、
「この非常時に、我々は大統領閣下と母国に対して、最大限の協力を惜しまない事を約束します。日本が我が国への攻撃を開始した今、我々は同胞と共に、この侵略を撃退すべく、あらゆる努力を払う準備ができています」
と綴った電報を送った。
年が明けてすぐに城戸は、正岡書記長をはじめとしたJACLの指導部と共に、西海岸に居住する日系人に対する強制収容の執行にあたって、団体の総意として政府へ協力する決断を下した。1942年3月8日にサンフランシスコで催された、JACL緊急全米評議会会議において、城戸は代表者達に向けて、強制収容の執行にあたって「自らを奮起させつつ、喜んで協力させてもらう」事を訓示したうえで、連邦政府に対しては、「国家の被後見人となれる事への感謝の意」を表する旨を述べた。
その後の城戸と正岡は、収容所を管理するシステムの構築に関して、戦時転住局 (WRA) と協議を重ねた。この様に、政府に協力する一方で、同胞に対しては「コミュニティの代弁者」としての顔を向けるという、JACLの風見鶏的な姿勢は、日系人間の分裂を露呈させる事となった。
そうした背景もあって、城戸は家族と共に収容されたポストン収容所において、他のJACL指導者達と同様に、迫害の標的となった。城戸の場合は、1942年9月と1943年1月28日の2度に亘って、他の収容者から襲撃を受けている。特に2度目の暴行被害を受けた際は、棍棒を所持した者を含めた8名から、病院に搬送される程の重傷を負わされてしまった。この事を期に、城戸一家はWRAから収容所を離れる事を許可され、当時JACLの本部が一時移転していたユタ州ソルトレイクシティに、居を構える事となった。
その後は、フォート・ダグラスの陸軍基地で日本語教師を務める傍ら、P.C.紙における執筆を含めた、JACL会長としての仕事も再開する事となった。
1944年にハートマウンテン収容所で、組織的な徴兵抵抗運動が展開された際は、P.C.紙の紙面において、
「“徴兵拒否”が同情・容認される事は、決して有り得ない。これはアメリカ市民として、最も許されない犯罪の一つである」
と述べ、一連の動向を批判した。

### 後半生
終戦後は、1945年末を以てJACLの会長を退任した。それと前後して、A・L・ウィリンやフレッド・オークランドといった、戦時中から日系人の人権擁護に尽力していた白人弁護士と共同事務所を立ち上げ、数々の公民権訴訟に携わる事となった。
例としては、1世の漁師である高橋虎男が、市民権を持たない外国人による漁労を禁じた、カリフォルニア州における戦時法の撤廃を請求した『トラオ・タカハシ対漁業狩猟委員会事件』において、城戸達は原告側代理人となった。1948年6月7日に連邦最高裁は、原告側の請求を認める判決を下した。
それと平行して、1947年に城戸達の事務所は、『オーヤマ対カリフォルニア州事件』における原告による連邦最高裁への上訴を引き受け、1948年1月19日に、外国人土地法を事実上執行不能にする、画期的な判決を勝ち取る結果となった。
また、JACLが原告となり、人種差別による学校隔離や制限的不動産約款を否定する判決が下された裁判においても、城戸達は代理人としてアミカス・ブリーフを提出する役割を果たすなどした。
1948年に共同事務所から独立し、ロサンゼルスに個人事務所を開設した。以降もP.C.紙の主筆を務める傍ら、1953年には新日米新聞社の創業者である籾井一剣から、同社の経営を引き継ぐ形で、社長に就任した。
1970年に健康上の問題から、個人事務所を閉鎖し、引退生活に入る。1977年に、サンフランシスコで逝去した。

## 人物像
- 『カリフォルニア州合同移民委員会（英語版）[注釈 8]』の指導者であったバレンタイン・S・マックラッチー（英語版）とは、人種や思想的な立場を超えて、私的な面では友好関係を築いていた、と伝えられている。

- ビル・ホソカワは、城戸の人となりを「小柄で細身な洒落者。生涯ハワイ訛りが抜けなかった」と回想している[4][12][13][14]。